# آزورابل
آزورابل (به فرانسوی: Azerables) یک کمون در فرانسه است که در کروز واقع شده‌است. آزورابل ۳۹٫۴۴ کیلومتر مربع مساحت دارد ۳۵۰ متر بالاتر از سطح دریا واقع شده‌است.